# Ansaldobreda

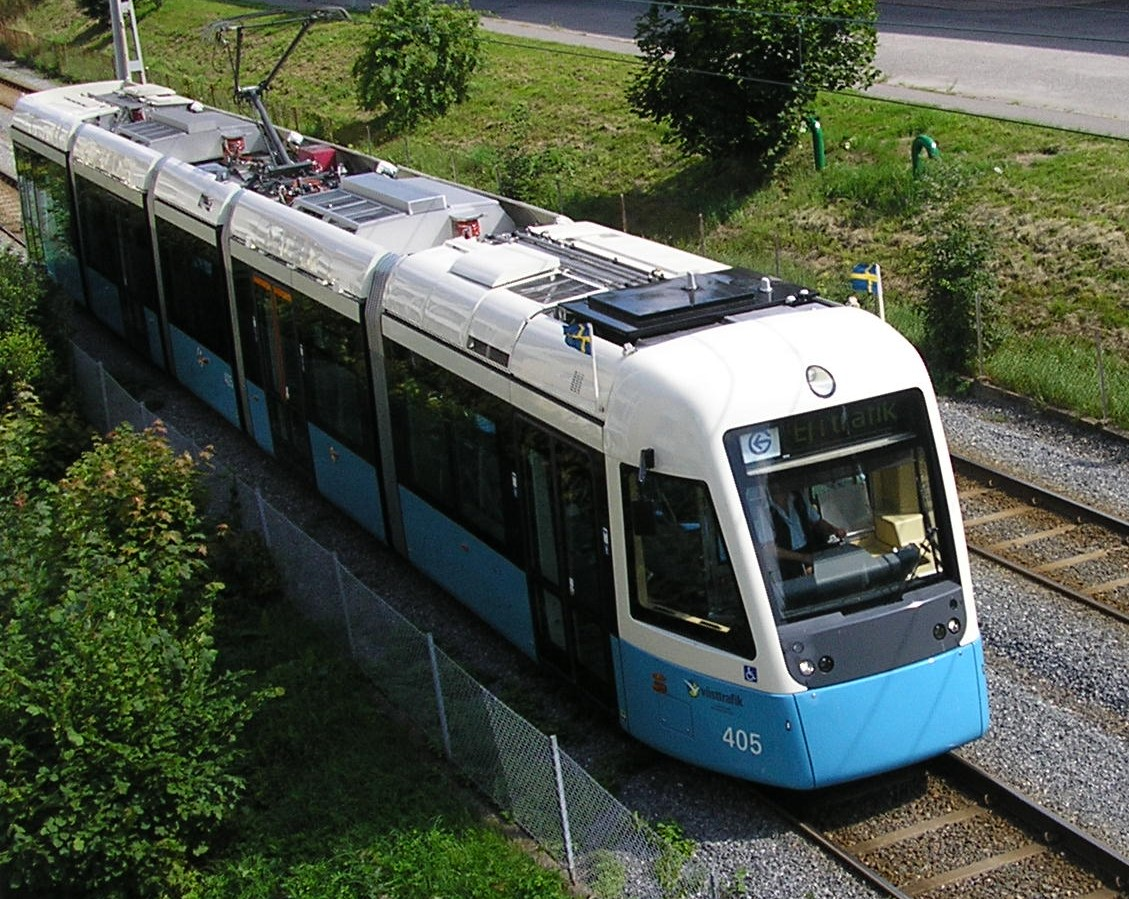
En Sirio-spårvagn i Göteborg

Ansaldobreda var en italiensk tillverkare av järnvägsfordon såsom tåg och spårvagnar. År 2015 övertogs företaget av Hitachi. Företaget heter nu Hitachi Rail Italia.

## Företaget
1932 övertogs företaget Gio. Ansaldo & C. av IRI. Nuvarande AnsaldoBreda kom till 2001 genom en fusion av Ansaldo Trasporti och Breda Costruzioni Ferroviarie, och blev en del av Finmeccanica holding. Företaget hade produktion på fyra ställen i Italien: Neapel, Reggio Calabria, Palermo, och Pistoia. AnsaldoBreda hade 2400 anställda. I Ansaldo STS samlades trafikteknikdelen.

## Produkter
AnsaldoBreda tillverkade järnvägsfordon.
Produkterna omfattade bland annat: 
- Sirio, låggolvs-spårvagnen som förutom i Göteborg (under benämning M32) även används i Aten, Milano m.fl.
- IC4, danskt snabbtåg med problem
- BM72, norskt pendeltåg
- V250, vardagligt kallat Albatross, ett höghastighetståg utvecklat av AnsaldoBreda för sträckan Amsterdam/Nederländerna till Bryssel/Belgien (under benämning FYRA) som Ansaldobreda fick ta tillbaka.

För spårvagnstågen Sirio/M32 i Göteborg har ett antal problem blivit dokumenterade (se artikel M32), bl.a. leveransförseningar, utökat slitage av hjul och räls och behov av oplanerat underhåll i stor omfattning. I februari 2013 har alla fordon med tillverkningsår 2003-2009 tagits ur trafik på grund av omfattande rostangrepp på bärkonstruktionen. 
Strax efter att V250-tågen togs i trafik i Nederländerna och Belgien (med en försening av fem år), upptäcktes tekniska problem. 
I januari 2013 har tågen tagits ur trafik av operatören NMBS/SNCB och myndigheten Dienst Veiligheid en Interoperabiliteit der Spoorwegen på grund av bristande fordonssäkerhet, då på grund av att snö och is förorsakat att delar av fordonets underkonstruktion hade lossnat.
Region Stockholm och SL hade beställt uppgradering av röda linjen där Ansaldo skulle leverera signalsystem. Avtalet var värt 1 miljard och skulle ta 4 år men när arbetet inte var klart efter 7 år hävdes avtalet. Om förskottsbetalningarna på flera hundra miljoner kan betalas tillbaka är uppe i skiljenämnd och domstol. 